# Mahrova trgovska šola, Ljubljana
Mahrova trgovska šola je bila najstarejša te  vrste v Avstriji. Jakob Franc Mahr jo je ustanovil leta 1834 in jo vodil do smrti leta 1845. Nasledil ga je cesarsko kraljevi uradnik Ferdinand Mahr, za njim pa njegov sin Arthur Mahr. Ob svoji 50-letnici je imela že 9.472 učencev, do leta 1914 pa že 13.177. Obiskovali so jo pretežno otroci premožnejših meščanov. Pouk je potekal v nemškem jeziku. Ker je slovenski jezik v tistem času pridobival na veljavi, je bila leta 1865 ustanovljena tudi utrakvistična (v stari Avstriji smer, ki zagovarja raznarodovalno dvojezičnost, zlasti v šolstvu), dvojezična šola za bodoče ljubljanske trgovce. Do konca 1. svetovne vojne je potekal pouk v nemškem in slovenskem jeziku (nekatere predmete so poučevali v nemškem, druge v slovenskem jeziku).
Mahrova šola je delovala do leta 1918. V hiši je nekaj let (od 1856 do 1874) gostovala tudi realka.
Zanani učitelj risanja na tej šoli je bil tudi slikar Franz Kurz Goldenstein.

## Mahrova hiša
Hotel "Pri avstrijskem dvoru" (Zum Osterrechischer Hof) je bil eden najuglednješih ljubljanskih hotelov. Imenovali so ga tudi Bahabirt. Zgradba, ki je na tem mestu stala pred tem, je bila do leta 1785 žitnica. Hotel in gostilno je zgradil Matija Dobravc. Med letoma 1836 in 1840 je v tej hiši stanoval odvetnik Blaž Crobath. V njegovi odvetniški pisarni je delal tudi France Prešeren. V hotelu se 30. marca 1848 rodil Don Carlos, kasnejši burbonski princ. Tega leta je v hotelu gostoval tudi Miloš Obrenović, maja 1850 pa feldmaršal Josef Radetzky. 
Hotel je deloval do leta 1855, ko je hišo kupil Ferdinand Mahr in vanjo preselil trgovsko šolo. Bila je najstarejša tovrstna šola v Avstriji in v njej so se izšolali mnogi slovenski gospodarstveniki. Šola je prenehala delovati leta 1918. Hiše se je prijelo ime Mahrova hiša in tako se imenuje še danes. Leta 1865 je bil zgradba nadgrajena za dve nadstropji.
Leta 1918 je hišo prevzela mestna občina in vanjo naselila različne urade. Vrsto let je imel v njej prostore upravljavec mestnega vodovoda. Od leta 2003 je v pritličju Slovenski turistično-informacijski center. V hiši so tudi lastniška in najemna stanovanja.
Na fasadi ob vhodu v zgradbo se nahaja več spominskih obeležij kiparja Toneta Demšarja in se nanašajo na pomembne ljudi, ki so bivali v njej.

## Predvidena rekonstrukcija
V okviru izgradnje podzemne garažne hiše pod tržnico, je predvidena tudi nadgradnja Mahrove hiše. V okviru dosedanjih obnovitvenih del bila stavba statično sanirana, zamenjana so bila okna in ostrešje ter obnovljen del fasade. Sledija je obnova napeljav v stavbi, postavljanje predelnih sten in dvigal ter končna ureditev prostorov in fasade na Kopitarjevi ulici ter Krekovem trgu.